# Alice Coote
Alice Coote (nascida em 10 de Maio de 1968) é uma cantora lírico meio-soprano britânica.
Coote nasceu em Frodsham, Cheshire, a filha do pintor Mark Coote. Ela foi educada na Guildhall School of Music and Drama , em Londres (embora ela não tenha concluido o seu curso), o Royal Northern College of Music , em Manchester (onde entrou em contato com a Janet Baker e Brigitte Fassbaender) e o National Opera Studio durante a 1995/96. Coote era uma artista da Rádio 3 da BBC Nova Geração do Artista a partir de 2001 até 2003. Ela canta tanto em composição e repertório, muitas vezes com o pianista Julius Drake.
Um intérprete de Handel ("sua música poderia mantê-lo indo para uma carreira inteira") ela tem realizado em peças contemporâneas, tais como Dominick Argento's , do Diário de Virginia Woolf, em parte, trabalho parcialmente atonal realizada pela primeira vez por Janet Baker, uma influência sobre Coote. Judith Weir tem escrito um ciclo de música, A Voz do Desejo, especialmente para ela; ele estreou na BBC Câmara de Baile.
Coote apresentou-se na Inglaterra Ópera do Norte, o English National Opera, o Metropolitan Opera , em Nova Iorque (Hansel em Humperdinck's Hansel e Gretel), a San Francisco Opera em 2002 (Ruggiero em Handel Alcina) e de 2008 (Idamante em Mozart's Idomeneo). Em 2009, ela cantou Maffio Orsini em Gaetano Donizetti's Lucrezia Borgia na Ópera do Estado Bávaro. Ela também apareceu em 2011 como o Príncipe encantado em Cendrillon no Royal Opera House. Em 2013, ela atuou como Sextus no Metropolitan Opera de produção de Handel Giulio Cesare. Em Março de 2017, ela reprisou o papel de Idamante em seis apresentações no Metropolitan Opera.

## Discografia selecionada
- 2002: A Escolha de Hércules (Handel) – Susan Gritton, Alice Coote, Robin Blaze; O Rei Consorte – Robert King; Hyperion CDA67298
- 2003: Lieder – (Mahler, Haydn, Schumann) – Alice Coote, Julius Drake (piano); EMI Classics 7243 5 85559 2 9
- 2010: Sinfonia No. 2 Ressurreição (Mahler) – Alice Coote, Natalie Dessay; Orquestra Sinfônica da Rádio de Frankfurt e Orfeón Donostiarra – Paavo Järvi, Virgin Classics 50999 694586 0 6
- 2013: Das Lied von der Erde (Mahler) – Alice Coote, Burkhard Fritz (tenor); Holanda Orquestra Filarmônica – Marc Albrecht; Pentatone PTC 5186502
- 2014: Handel Arias – Alice Coote; O Inglês Concerto – Harry Bicket; Hyperion
- 2014: Winterreise (Schubert) – Alice Coote, Julius Drake (piano); Harmonia Mundi
- 2015: L'heure exquise – Um francês Músicas (Poulenc, Hahn, Gounod, Chausson) – Alice Coote, Graham Johnson (piano); Hyperion
- 2016: Sea Pictures (Elgar) – Alice Coote; Hallé Orchestra – Marca O Élder; Naxos
- 2016: Lieder de Schumann (incl. Frauenliebe und -leben, Dichterliebe) – Alice Coote, Cristã Blackshaw (piano); Harmonia Mundi
- 2017: Mahler Música Ciclos (Mahler) – Marc Albrecht, Alice Coote, Holanda Orquestra Filarmônica; PENTATONE PTC 5186576